# Os Cavaleiros da Távola Redonda
Os Cavaleiros da Távola Redonda (Knights of the Round Table) é um filme britânico de aventura histórica de 1953, dirigido por Richard Thorpe e produzido por Pandro S. Berman para a MGM. Foi a primeira realização em Cinemascope feita pelo estúdio. O roteiro de Talbot Jennings, Jan Lustig e Noel Langley adapta o livro Le Morte d'Arthur de Sir Thomas Malory. Trilha sonora de Miklós Rózsa.
Foi o segundo filme de uma trilogia não oficial do mesmo diretor e produtor com o astro Robert Taylor: o primeiro foi Ivanhoe de 1952, e o terceiro foi The Adventures of Quentin Durward de 1955. Todos os três foram produzidos nos estúdios britânicos da MGM em Elstree, nas proximidades de Londres, com locações parciais.

## Elenco
- Robert Taylor...Sir Lancelot
- Ava Gardner...Rainha Guinevere
- Mel Ferrer...Rei Artur
- Anne Crawford...Morgana Le Fay
- Stanley Baker...Mordred
- Felix Aylmer...Merlin
- Maureen Swanson...Elaine
- Gabriel Woolf...Sir Percival
- Anthony Forwood...Sir Gareth
- Robert Urquhart...Sir Gawaine
- Niall MacGinnis...Cavaleiro Verde

## Sinopse
Segundo a narração introdutória, a aventura se passa nos "antigos dias", após Roma retirar suas legiões da "Inglaterra" (sic), apesar das roupas e armaduras serem todas do século XIII e XIV. Com a terra mergulhada na anarquia, o líder guerreiro Artur Pendragon  e sua meia-irmã Morgana LeFay se encontram por iniciativa do Mago Merlim  para negociarem o fim das hostilidades. Morgana sustenta ser ela a única legítima herdeira do último rei mas Merlim insiste num teste a ser realizado e que consiste em retirar a espada Excalibur de uma rocha, feito que segundo a lenda só poderá ser realizado pelo futuro rei da Inglaterra. Morgana escolhe como campeão Mordred que fracassa na tentativa de retirar a espada. Mas Artur o faz com facilidade. Mordred acusa Merlim de feitiçaria e pede uma audiência no Conselho dos Reis no Círculo de Pedra. Merlim aconselha Artur a provar seu valor como rei por si só e ele devolve a espada à pedra.
Enquanto isso, o cavaleiro francês Lancelot e seus homens viajam pelo país para se encontrarem com Artur, a quem não conheciam mas respeitavam a reputação. Numa travessia pela floresta, Lancelot encontra a jovem Elaine que se enamora por ele. Ao levá-la para a casa, Lancelot surpreende cinco cavaleiros de Mordred que preparavam uma emboscada para Artur. Lancelot enfrenta os homens e logo a seguir chega Artur para ajudá-lo. A luta é rapidamente decidida em favor dos dois cavaleiros, mas Lancelot não gosta da "intromissão" de Artur e os dois iniciam um combate. Sem que haja um vencedor os dois param de lutar e Artur se apresenta, o que faz com que imediatamente Lancelot se coloque à seu serviço.
Artur e Lancelot iniciam a guerra contra Mordred mas o francês fica contrariado quando ao término do conflito e com Artur sendo sagrado rei, Mordred é perdoado. Lancelot é um dos cavaleiros da "Távola redonda" de Artur mas deixa a corte de Camelot e na viagem de volta salva uma mulher que estava detida pelo Cavaleiro Verde. Ele se apaixona por ela sem saber que era Guinevere, a futura rainha e esposa de Artur. Quando Lancelot se arrepende e volta para assistir ao casamento do amigo rei, ele percebe que a nova rainha é a mulher que ama. A paixão entre os dois logo é explorada pelos inimigos e Merlim arranja para que Lancelot se case com Elaine e deixe a Corte. Mas Mordred e Morgana não desistirão e logo aproveitarão outras oportunidades para jogarem Lancelot contra Artur e destruirem a Távola Redonda.

## Filmagens
George Sanders era originariamente o escolhido para interpretar Mordred mas adoeceu e foi substituído por Stanley Baker, que havia causado boa impressão em The Cruel Sea (1953).

## Indicações a prêmios
- Knights of the Round Table foi indicado a dois Óscars (Melhor Direção de Arte (Alfred Junge, Hans Peters, John Jarvis) e Melhor Som (A. W. Watkins).[6][7]
- Foi indicado ao Grande Prêmio do Festival de Cannes de 1954.[8]